# Raymond J. McGrath
Raymond Joseph McGrath (ur. 27 marca 1942 w Valley Stream) – amerykański polityk, członek Partii Republikańskiej.

## Działalność polityczna
Od 1976 do 1980 zasiadał w New York State Assembly. W okresie od 3 stycznia 1981 do 3 stycznia 1993 przez sześć kadencji był przedstawicielem 5. okręgu wyborczego w stanie Nowy Jork w Izbie Reprezentantów Stanów Zjednoczonych.